# 阿達米夫卡 (博爾茲納區)
51°20′44″N 32°23′51″E / 51.34556°N 32.39750°E
阿達米夫卡（烏克蘭語：Адамівка），是烏克蘭北部的村莊，隸屬切爾尼希夫州的尼任區。該村面積1平方公里，海拔高度118米，2006年人口285，人口密度每平方公里285人。